# Блехач, Рафал
Рафал Блехач (пол. Rafał Blechacz; род. 30 июня 1985) — польский пианист.
Начал уроки игры на фортепиано в возрасте пяти лет и через три года поступил в Национальную музыкальную школу имени Артура Рубинштейна в Быдгоще. В мае 2007 года окончил Музыкальную академию имени Феликса Нововейского по классу фортепиано у профессора Катажины Поповой-Зыдронь. В 2002 году получил вторую премию проходившего в Быдгоще конкурса памяти Артура Рубинштейна, годом позже разделил второе место в Международном конкурсе пианистов в Хамамацу (первая премия не присуждалась), в 2004 году выиграл конкурс пианистов в Марокко. Подлинным триумфом Блехача стал в 2005 году Пятнадцатый Международный конкурс пианистов имени Шопена в Варшаве, где он не только получил первую премию, но и стал обладателем всех четырёх дополнительных призов первостепенной важности: за лучшее исполнение полонеза, мазурки, сонаты и концерта. В том же году стал лауреатом премии Паспорт «Политики». В 2006 году концертировал в Москве и Санкт-Петербурге вместе с датским скрипачом Николаем Цнайдером и оркестром под управлением Валерия Гергиева. В 2010 г. удостоен Премии Академии Киджи.
Первый альбом Рафала Блехача, включавший прелюдии и ноктюрны Шопена, вышел в 2007 году, в 2009 году он записал и концерты Шопена.

## Награды
- Кавалерский крест ордена Возрождения Польши (24.02.2015).
- Серебряная медаль «За заслуги в культуре Gloria Artis» (22.06.2011)[3].